# Aprepodoxa
Aprepodoxa är ett släkte av fjärilar. Aprepodoxa ingår i familjen vecklare.
Kladogram enligt Catalogue of Life:
| Aprepodoxa | \| \| Aprepodoxa glycitis \| \| \| \| \| \| Aprepodoxa mimocharis \| \| \| \| |
|            | \| \| Aprepodoxa glycitis \| \| \| \| \| \| Aprepodoxa mimocharis \| \| \| \| |
|            | Aprepodoxa glycitis                                                           |
|            |                                                                               |
|            | Aprepodoxa mimocharis                                                         |
|            |                                                                               |